# کو ایتاکورا
کو ایتاکورا (انگلیسی: Ko Itakura؛ زادهٔ ۲۷ ژانویهٔ ۱۹۹۷) بازیکن فوتبال اهل ژاپن است.که در باشگاه فوتبال مونشن‌گلادباخ در پست مدافع بازی می‌کند.
از باشگاه‌هایی که در آن بازی کرده‌است می‌توان به باشگاه فوتبال کاوازاکی فرونتال اشاره کرد.
وی همچنین در تیم ملی فوتبال زیر ۲۰ سال ژاپن بازی کرده‌است.